# Hesperandra tucumana
Hesperandra tucumana är en skalbaggsart som först beskrevs av Jose Francisco Zikán 1948.  Hesperandra tucumana ingår i släktet Hesperandra och familjen långhorningar.
Artens utbredningsområde är Uruguay. Inga underarter finns listade i Catalogue of Life.